# Liste der Kulturdenkmale in Erlenmoos

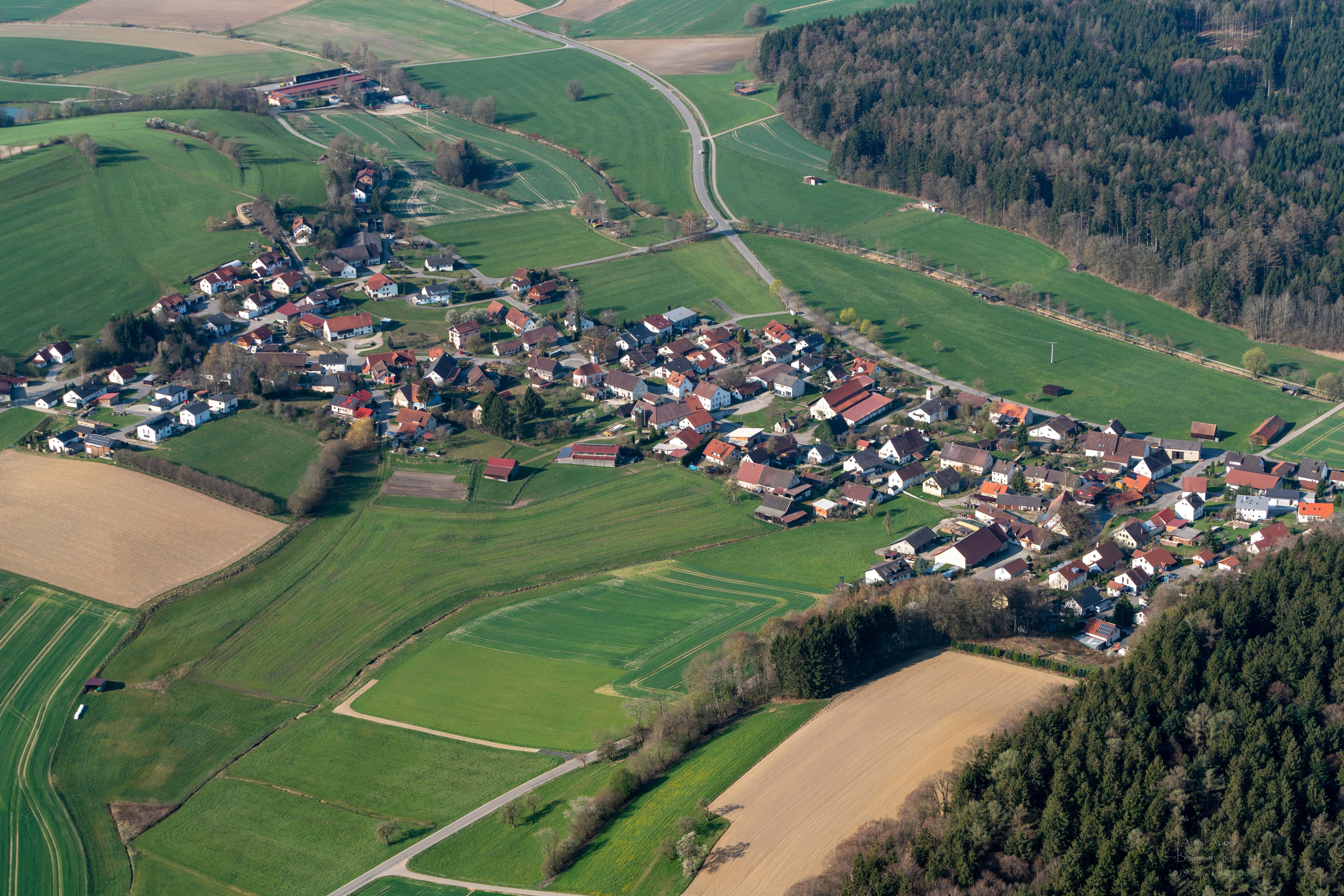
Oberstetten

In der Liste der Kulturdenkmale in Erlenmoos sind alle Bau- und Kunstdenkmale der Gemeinde Erlenmoos und ihrer Teilorte verzeichnet. Sie leitet sich aus der Liste des Landesdenkmalamtes Baden-Württemberg, dem „Verzeichnis der unbeweglichen Bau- und Kunstdenkmale und der zu prüfenden Objekte“ ab. Diese Liste wurde im Jahre 1978 erstellt. Die Teilliste für den Landkreis Biberach hat den Stand vom 30. März 2009 und verzeichnet neun unbewegliche Bau- und Kunstdenkmäler.

## Allgemein
- Bild: Zeigt ein ausgewähltes Bild aus Commons, „Weitere Bilder“ verweist auf die Bilder im Medienarchiv Wikimedia Commons.
- Bezeichnung: Nennt den Namen, die Bezeichnung oder die Art des Kulturdenkmals.
- Lage: Straßenname und Hausnummer oder Flurstücknummer des Kulturdenkmals, gegebenenfalls auch den Ortsteil. Die Grundsortierung der Liste erfolgt nach dieser Adresse. Der Link (Karte) führt zu verschiedenen Kartendiensten mit der Position des Kulturdenkmals. Fehlt dieser Link, wurden die Koordinaten noch nicht eingetragen. Sind diese bekannt, können sie über ein Tool mit einer Kartenansicht einfach nachgetragen werden. In dieser Kartenansicht sind Kulturdenkmale ohne Koordinaten mit einem roten bzw. orangen Marker dargestellt und können durch Verschieben auf die richtige Position in der Karte mit Koordinaten versehen werden. Kulturdenkmale ohne Bild sind an einem blauen bzw. roten Marker erkennbar.
- Datierung: Baubeginn, Fertigstellung, Datum der Erstnennung oder grobe zeitliche Einordnung entsprechend des Eintrags in der zuständigen Denkmaldatenbank (Landesamt für Denkmalpflege Baden-Württemberg).
- Beschreibung: Kurzcharakteristik des Kulturdenkmals.

## Erlenmoos
Erlenmoos besteht aus den Teilorten Edenbachen, Eichbühl, Erlenmoos und Oberstetten.

| Bild           | Bezeichnung     | Lage                | Datierung       | Beschreibung                                                        | ID |
| -------------- | --------------- | ------------------- | --------------- | ------------------------------------------------------------------- | -- |
| Weitere Bilder | Gasthaus Ochsen | Biberacher Straße 2 | 1755            | stattlicher zweigeschossiger Satteldachbau Geschützt nach § 2 DSchG |    |
|                | Wohnhaus        | Hauptstr. 16        | 18. Jahrhundert | Zweigeschossiges Satteldachhaus Geschützt nach § 2 DSchG            |    |
| Weitere Bilder | Marienkapelle   | Hauptstr. 1         | 1769            | einschiffiger Bau Geschützt nach § 28 DSchG                         |    |

### Edenbachen
Edenbachen ist ein östlich von Erlenmoos an der B 312 gelegener Teilort und grenzt an die Gemarkung der Gemeinde Berkheim.
| Bild | Bezeichnung         | Lage              | Datierung       | Beschreibung                                                                 | ID |
| ---- | ------------------- | ----------------- | --------------- | ---------------------------------------------------------------------------- | -- |
|      | Kapelle St. Michael | Bei der Kapelle 2 | 18. Jahrhundert | langgestreckter rechteckiger Bau, restauriert 1899 Geschützt nach § 28 DSchG |    |

### Eichbühl
Eichbühl ist ein südlich von Erlenmoos an der L301 gelegener Teilort von Erlenmoos und grenzt an die Gemarkung der Gemeinde Rot an der Rot.
| Bild | Bezeichnung   | Lage             | Datierung | Beschreibung                         | ID |
| ---- | ------------- | ---------------- | --------- | ------------------------------------ | -- |
|      | Marienkapelle | Roter Straße 119 | 1878/79   | Rechteckbau Geschützt nach § 2 DSchG |    |
|      | Bildstock     | Flstnr. 159      | 1942      | Geschützt nach § 2 DSchG             |    |

### Oberstetten
Oberstetten ist ein südöstlich im Tal der Rottum gelegener Teilort von Erlenmoos. Oberstetten grenzt an die Gemarkung von Steinhausen an der Rottum.
| Bild           | Bezeichnung   | Lage                | Datierung           | Beschreibung                                     | ID |
| -------------- | ------------- | ------------------- | ------------------- | ------------------------------------------------ | -- |
|                | Bauernhaus    | Dorfstr.21          | 17./18. Jahrhundert | Bauernhaus mit Fachwerk Geschützt nach § 2 DSchG |    |
| Weitere Bilder | Marienkapelle | Dorfstr. 31 (Karte) |                     | Geschützt nach § 2 DSchG                         |    |
|                | Kruzifix      | Gässele 3           |                     | Geschützt nach § 2 DSchG                         |    |